# 謝德利謝 (舊維日夫卡區)
51°24′54″N 24°31′37″E / 51.41500°N 24.52694°E
謝德利謝（烏克蘭語：Седлище），是烏克蘭的村落，位於該國西部沃倫州，由科韋利區負責管轄，始建於1570年，面積3.08平方公里，海拔高度165米，人口627，人口密度每平方公里229.04人。